# Гервін Лейк
Гервін Лейк (нід. Gerwin Lake, нар. 9 квітня 1996, Нідерланди) — сінтмартенський футболіст, вінгер нідерландського клубу «Португал» та збірної Сінт-Мартену.

## Клубна кар'єра
Гервін Лейк народився в Нідерландах, та розпочав займатися футболом у юнацькій команді «Спейкеніссе» з однойменного міста, пізніше грав у юнацькій команді клубу «Спартаан'20». У дорослому футболі дебютував у 2015 році в нижчоліговій нідерландській команді «Оуде-Маас». На початку сезону 2016—2017 року перебував у команді «Дордрехт», проте в основі команди так і не зіграв, і в другій половині сезону повернувся до «Оуде-Маас». У 2017 році Лейк став гравцем нижчолігової нідерландської команди «Ексельсіор» з Мааслюйса, а в 2018 році перейшов до іншої нижчолігової команди «Португал».
У 2021 році Гервін Лейк повернувся на Сінт-Мартен, де став гравцем клубу «Флеймс Юнайтед», у складі якого грав у розіграші Клубного чемпіонату Карибського футбольного союзу. Ще в 2021 році футболіст повернувся до клубу «Португал».

## Виступи за збірну
У 2019 році Гервін Лейк дебютував у складі збірної Сінт-Мартену у матчі кваліфікації першого розіграшу Ліги націй КОНКАКАФ проти збірної Сен-Мартену, у якому відзначився 2 забитими м'ячами. У груповому турнірі Ліги націй КОНКАКАФ, який проходив восени 2019 року, Лейк відзначився ще 5 забитими м'ячами, ставши одним із кращих бомбардирів ліги C турніру. У Лізі націй КОНКАКАФ 2022—2023 років Гервін Лейк відзначився 8 забитими м'яачами, та став кращим бомбардиром турніру. Загалом футболіст зіграв у складі збірної 12 матчів, у яких відзначився 15 забитими м'ячами, та є найкращим бомбардиром збірної Сінт-Мартену за всю її історію.